# Света-Неделья
Света-Неделья (хорв. Sveta Nedelja) или Санта Доменика д’Альбона (итал. Santa Domenica d'Albona), — община и село в Хорватии, в восточной части полуострова Истрия, близ побережья Адриатического моря. Административно община входит в состав жупании Истрия.
Через территорию общины Света-Неделья протекает река Раша (итальянское название Фиуме Арса), крупнейшая в жупании Истрия.

## История
До 1947 года округ Света-Неделья носил название Санта Доменика д’Альбона и входил в состав Итальянского королевства. Затем он перешёл к Югославии, и большинство его итальянского населения эмигрировано в Италию. После распада Югославии в 1991 году — в составе Хорватии.